# Gymnoceros pallidula
Gymnoceros pallidula är en fjärilsart som beskrevs av Turner 1946. Gymnoceros pallidula ingår i släktet Gymnoceros och familjen plattmalar. Inga underarter finns listade i Catalogue of Life.